# 賴達官
賴達官（1994年12月21日—），阿美族，為台灣的棒球選手之一曾效力於中華職棒Lamigo桃猿隊，守備位置為投手。於2013年高中生選秀會中落選後被Lamigo桃猿邀請隨隊測試後入隊，目前仍在尋求上一軍初登板的機會。

## 經歷
- 臺東縣鹿野鄉鹿野國小少棒隊
- 臺東縣新生國中青少棒隊
- 高雄市高苑工商青棒隊
- 中華職棒Lamigo桃猿隊（2013年8月11日－2019年11月30日）

## 職棒生涯成績
| 年度 | 球隊       | 出賽 | 先發 | 勝投 | 敗投 | 中繼 | 救援 | 完投 | 完封 | 四死 | 三振 | 責失 | 投球局數 | 自責分率 | 被上壘率 |
| ---- | ---------- | ---- | ---- | ---- | ---- | ---- | ---- | ---- | ---- | ---- | ---- | ---- | -------- | -------- | -------- |
| 2018 | Lamigo桃猿 | －   | －   | －   | －   | －   | －   | －   | －   | －   | －   | －   | －       | －       | －       |
| 合計 | 0年        | －   | －   | －   | －   | －   | －   | －   | －   | －   | －   | －   | －       | －       | －       |

## 外部連結
- 賴達官在台灣棒球維基館上的頁面（繁體中文）
- 賴達官在中華職棒